# Ферруцион Безансонский
Ферру́цион Безансонский (лат. Ferrutio, фр. Ferjeux; казнён 10 июня 212) — святой, почитаемый Римско-католической церковью (день памяти — 16 июня; в архиепархии Безансона также 30 мая), священник, просветитель Безансона. Святой Ферруцион был основателем христианской общины Безансона, первым просветителем региона Франш-Конте вместе со своим братом, диаконом, святым Ферреолом Безансонским (свидетельство его мученичества известны в Сен-Фарго (Saint Fargeau).

## Биография
В конце II века святой Ириней, епископ Лионский, ученик святого Поликарпа, епископа Смирнского, отправил двух священнослужителей родом из Афин, святых Ферруциона и Ферреола, с евангельской проповедью в Везонтий (Vesontio, латинское название Безансона), чтобы просветить секванов, живших в римских владениях в Галлии. Будущие святые мученики обосновались в пещере около села, которое позднее получило название Сен-Фержё и теперь составляет один из кварталов города Безансон. Из этой пещеры они начали свою проповедь. Святые Ферреол и Ферруцион были умучены 10 июня 212 или 215 года. Им были отрублены головы по приказу римского префекта провинции Лугдунской Галии Клавдия, который увидел в их проповеди возмущение общественного спокойствия.

## Почитание
Около 370 года по преданию святые мощи мучеников были обретены военным трибуном, собака которого забралась в пещеру во время охоты на лисицу. Мощи были помещены в раку Анианом (Anianus), епископом безансонским, в IV веке. Святой Григорий Турский сообщает, что у святых мощей были явлены многие чудеса. Он сообщает, что его зять был исцелён от опасной болезни по молитвам святых. В Готическом Миссале (Missale Gothicum) (ок. 700 года) имеется полная служба в их честь. В XVI веке во время болезней жители Безансона обращались к святым, равно как и к святому Севастьяну и святому Роху, с просьбой оградить их город от этого бедствия.
Ферреол упоминается в списке XVII века как епископ Безансона, но на литургии всегда поминали Ферреола только как священника, а Ферруциона как диакона. Ферреол и Ферруцион, как покровители Безансона, по преданию появлялись на городских стенах в трудные для города минуты Эти два святых представлены на витражах, изображениях, а также в виде статуй во многих храмах и часовнях двух епархий во Франш-Конте: в епархии Сен-Клод и епархии Безансона ..
Они также изображены на французских фонарях приблизительно 1900 года. Первый храм святого Ферруциона был построен около 550 года поверх пещеры. Между 1890 и 1900 годом на месте этого храма была построена базилика, в крипте которой и находится эта пещера .
Святых Ферреола и Ферруциона почитают небесными покровителями Безансона.

## Галерея

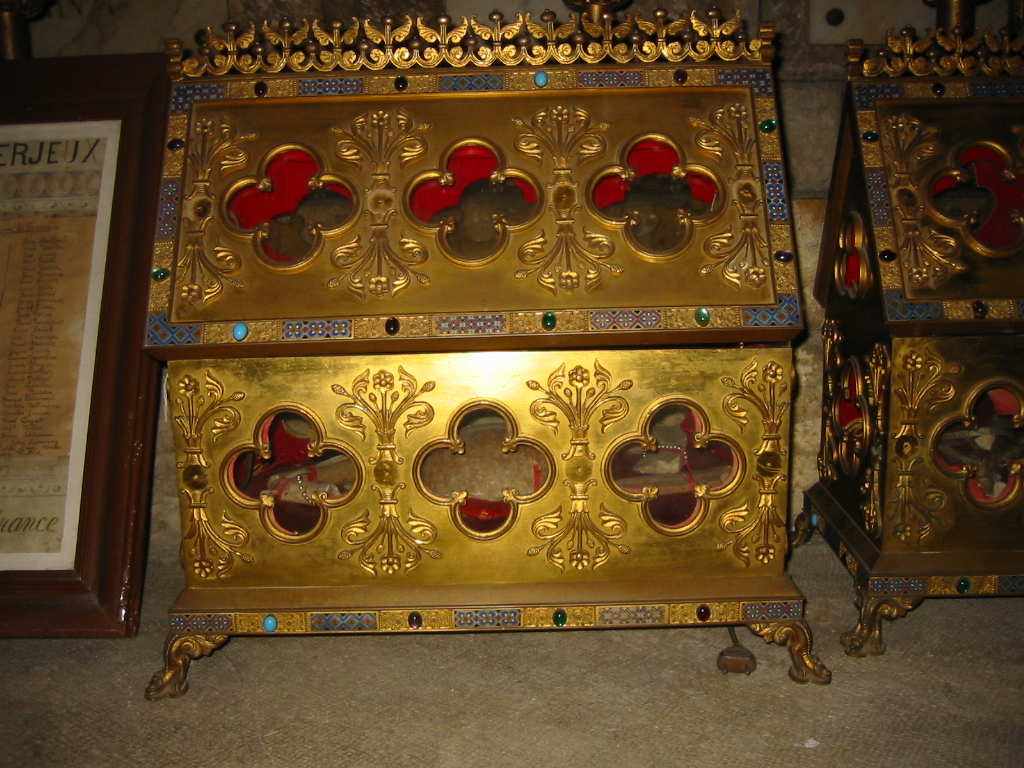
Рака св. Ферруциона в крипте Базилики св. Ферруциона Безансонского.
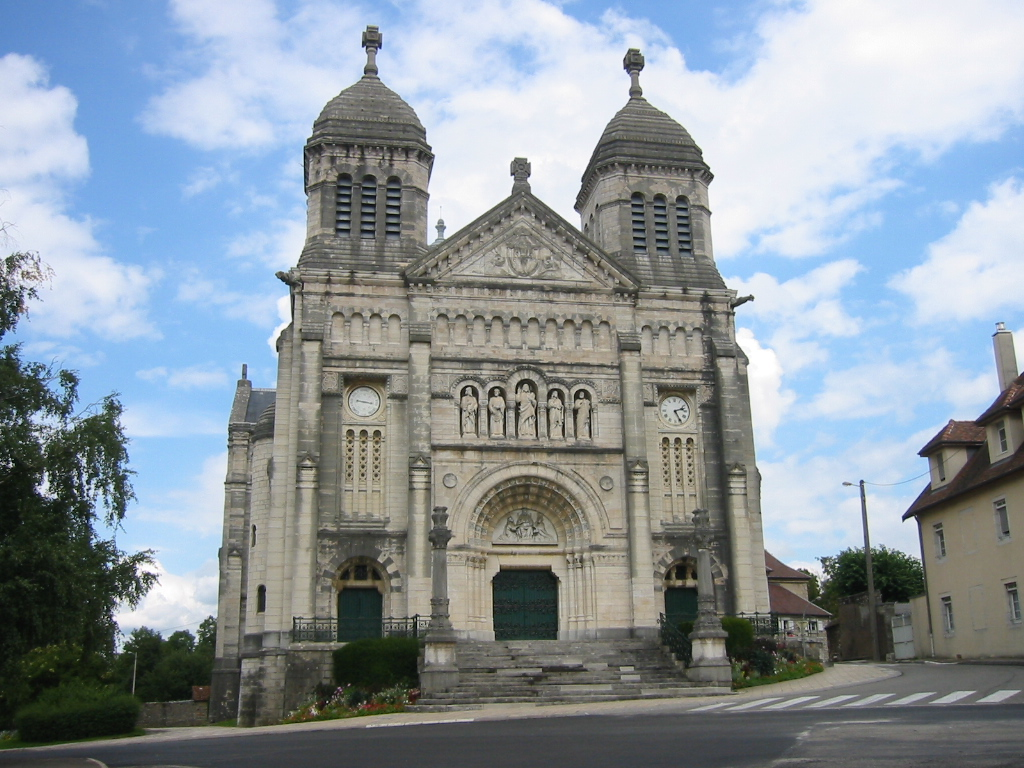
Базилика св. Ферруциона